# Comuna Lîzîne, Bilokurakîne
Lîzîne (în ucraineană Лизине) este o comună în raionul Bilokurakîne, regiunea Luhansk, Ucraina, formată din satele Lîzîne (reședința), Samsonivka și Șaparivka.

## Demografie
Componența lingvistică a comunei Lîzîne
     Ucraineană (97,04%)
     Rusă (2,96%)
Conform recensământului din 2001, majoritatea populației comunei Lîzîne era vorbitoare de ucraineană (97,04%), existând în minoritate și vorbitori de rusă (2,96%).